# Мир будущего (фильм, 2018)
«Мир бу́дущего» (англ. Future World) — постапокалиптический боевик 2018 года режиссёров Брюса Тьерри Чунга и Джеймса Франко.

## Сюжет
В начале фильма диктор рассказывает, что человечество достигло больших успехов в развитии искусственного интеллекта и робототехники, что привело к новой мировой войне, в результате которой оставшиеся в живых люди борются за выживание в постапокалиптической пустоши, тогда как уцелевшие машины были спрятаны.
На поселение, в котором есть высокотехнологическая лаборатория, совершает нападение Полководец (Джеймс Франко) и его банда байкеров находят в ней девушку-андроида по имени Эш (Сьюки Уотерхаус). Полководец активизирует её, при этом выясняется, что у неё разноцветные глаза (один — синий, другой — зелёный), которые светятся, когда она получает команды через карманный пульт. Он отдаёт ей приказ убить одного из байкеров, что она успешно выполняет.
В это время в плодородном месте под названием Оазис юноша по имени Принц (Джеффри Уолберг) отправляется в пустоши с целью найти лекарство от красной чумы, смертельной болезни, которой больна его мать Королева (Люси Лью). Его единственный подсказкой к поиску является выцветшая открытка места под названием Райский пляж, где, по слухам, и находится лекарство.
Принц и его друзья, которые вызвались сопроводить его, останавливаются в пустоши в небольшом поселении Городок Любви, в котором работают секс-рабыни под руководством сутенёра по имени Большой Папочка Любви (Snoop Dogg). Там они пытаются проложить маршрут к Райскому пляжу, но привлекают внимание Рейдеров. Друг Принца Рико (Бен Юсеф), отгоняет одного из них с пистолетом, редким и ценным предметом в пустоши. С путниками встречается Большой папа и предлагает им встретиться с кем-то, кто может помочь им, но это оказывается ловушкой, спланированной Полководцем: Эш берёт в плен Принца и убивает его друзей. Полководец вынуждает Принца отвести его банду в Оазис. По дороге туда Эш, зная, что Полководец убьёт всех местных жителей, решает спасти пленника.
Во время побега Эш получает повреждения в районе живота, из которого теперь вытекает жидкость, но ей и Принцу удаётся уйти от погони и найти убежище, где она вскоре отключается. На следующий день он делает носилки и тащит Эш через пустошь, пока не находит океан. Его надежды рушатся, когда их берут в плен другая группа бандитов, проживающая в разрушенном приморском пансионате.
Местная предводительница Наркобарон (Милла Йовович), предлагает ему лекарство, но оно имеет свою цену: она вводит ему шприц с наркотиком, и он испытывает галлюцинации и теряет сознание. Тем временем Эш занимается Лей (Маргарита Левиева), взятая в рабство механик, она её ремонтирует и активирует. Наркобарон осматривает Эш и осознаёт, насколько она ценна.
На следующий день Наркобарон заставляет Принца вступить в гладиаторскую битву в бассейне с одним из её подручных, говоря, что нужное его матери лекарство находится в животе его соперника. Лишь одолев его, он достигнет цели и получит свободу. Принцу удаётся одержать победу и получить лекарство, но Наркобарон говорит, что Эш останется с ней.
Вечером того же дня Лей идёт в камеру к Эш освободить её, однако попытка снять цепи оказалась безуспешной. Эш принимает свою судьбу стать рабыней, но решает отплатить Леи за её милосердие и занимается с ней любовью. На следующее утро Наркобарон обнаруживает их вместе и в порыве ревности приказывает Лей стереть память Эш об этом событии (так как Наркобарона привлекала чистота андроида) и перепрограммировать, чтобы она стала любовницей своей хозяйки.
Принц, поначалу уйдя из пансионата, возвращается и пытается пробраться обратно. В это время Полководец и его банда совершает нападение на комплекс. Под действием наркотических веществ Наркобарон вступает в дуэль с Полководцем, который в итоге убивает её из пистолета Принца. В то же время Принц пытается помочь Лей и Эш незаметно от нападающих сбежать, но все они были пойманы. Военачальник пытается вернуть контроль над Эш с помощью пульта, приказывая ей убить друзей, но вместо этого она убивает его людей, а затем и ранит его мачете. Лей, Эш и Принц сбегают на паре мотоциклов Рейдеров. Полководец преследует их, но Эш убивает его.
Втроём они достигают Оазиса, но у входа в него Эш говорит Принцу, что она уходит, чтобы найти других, подобных себе. Принц возвращается к своей матери и даёт ей лекарство, тогда как Эш едет с Лей в пустошь. В сцене во время титров показывается, как Эш возвращается в Городок Любви и освобождает секс-рабов, которые решают отомстить Большому Папочке Любви, и нападают на него.

## В ролях
| В ролях           |  | Персонаж              |
| ----------------- |  | --------------------- |
| Сьюки Уотерхаус   |  | Эш                    |
| Джеффри Уолберг   |  | Принц                 |
| Джеймс Франко     |  | Полководец            |
| Милла Йовович     |  | Наркобарон            |
| Маргарита Левиева |  | Лей                   |
| Snoop Dogg        |  | Большой Папочка Любви |
| Люси Лью          |  | Королева              |
| Method Man        |  | Татуированное Лицо    |
| Скотт Хэйз        |  | Канава                |
| Румер Уиллис      |  | Рози                  |
| Twin Shadow       |  | Крысолов              |
| Кармен Аргензиано |  | Дед                   |
| Ли Кок            |  | Толстяк               |
| Брэндон Стюарт    |  | Джэкс                 |

## Производство
В мае 2016 года было объявлено, что Джеймс Франко, Милла Йовович, Twin Shadow и Маргарита Левиева сыграют в данном фильме, режиссировать который будет Франко совместно с Брюсом Тьерри Чунгом, финансировать проект будут Dark Rabbit Productions и AMBI Group, а продюсерами выступят Моника Бакарди, Джей Дэвис и Винс Джоливетт. В том же месяце также было заявлено, что к актёрскому составу присоединились Люси Лью, Method Man, Сьюки Уотерхаус, Джеффри Уолберг и Snoop Dogg.

### Съёмки
Съёмочный период длился с мая по июнь 2016 года.

## Релиз
Премьера, организованная компанией Lionsgate Premiere, состоялась 25 мая 2018 года в США. В России и на Украине фильм вышел в прокат 14 июня 2018 года, в Сингапуре — 21 июня 2018 года, в Словении — 19 июля 2018 года, в Перу — 14 марта 2019 года.

### Издания
Фильм выпущен в США на DVD и Blu-ray 10 июля 2018 года компанией Lionsgate Home Entertainment.

## Оценки критиков
«Мир будущего» получил негативные отзывы от кинокритиков. По данным агрегатора Rotten Tomatoes фильм имеет 0 % положительных рецензий со средней оценкой 1,6/10 на основе 7 рецензий. На сайте Metacritic фильм имеет рейтинг 10 из 100, основанный на 4 отзывах, что характеризуется как «подавляющая неприязнь».
Фрэнк Шек из The Hollywood Reporter дал фильму отрицательный отзыв, написав: «Низкопробная постапокалиптическая научно-фантастическая история, которой не удается стать ни данью уважения, ни пародией на такой очевидный источник вдохновения, как серия фильмов „Безумный Макс“, „Мир будущего“ оказывается столь же „оригинальным“, как и его название.». Игнатий Вишневецкий из The A.V. Club также дал фильму отрицательный отзыв, написав: «(…) неординарный подход Франко и Чунга, которые почти весь фильм снимают беспорядочные, подвижные кадры с использованием „Steadicam“ с нестабильным зумом, отталкивает от простецкого сюжета.».